# 赛黄晶
赛黄晶（英語：Danburite）是一种钙硼硅酸盐矿物，化学式为CaB2(SiO4)2。
它的莫氏硬度为7到7.5，比重为3.0。该矿物具有正交晶型。它通常是无色的，类似石英，但也可以是淡黄色或黄棕色。它通常产生在接触变质岩中。
丹纳矿物分类将赛黄晶归类为双硅酸盐，而斯特伦茨分类将其列为网硅酸盐；它的结构可以解释为两者之一。
它的晶体对称性和形状类似于黄玉；然而，黄玉是一种含氟和钙的岛硅酸盐。赛黄晶的透明度、弹性和强分散性使其成为珠宝切割宝石的价值所在。
它以美国康涅狄格州丹伯里市的名称命名，1839年由查尔斯·厄普汉姆·谢泼德（Charles Upham Shephard）首次发现。

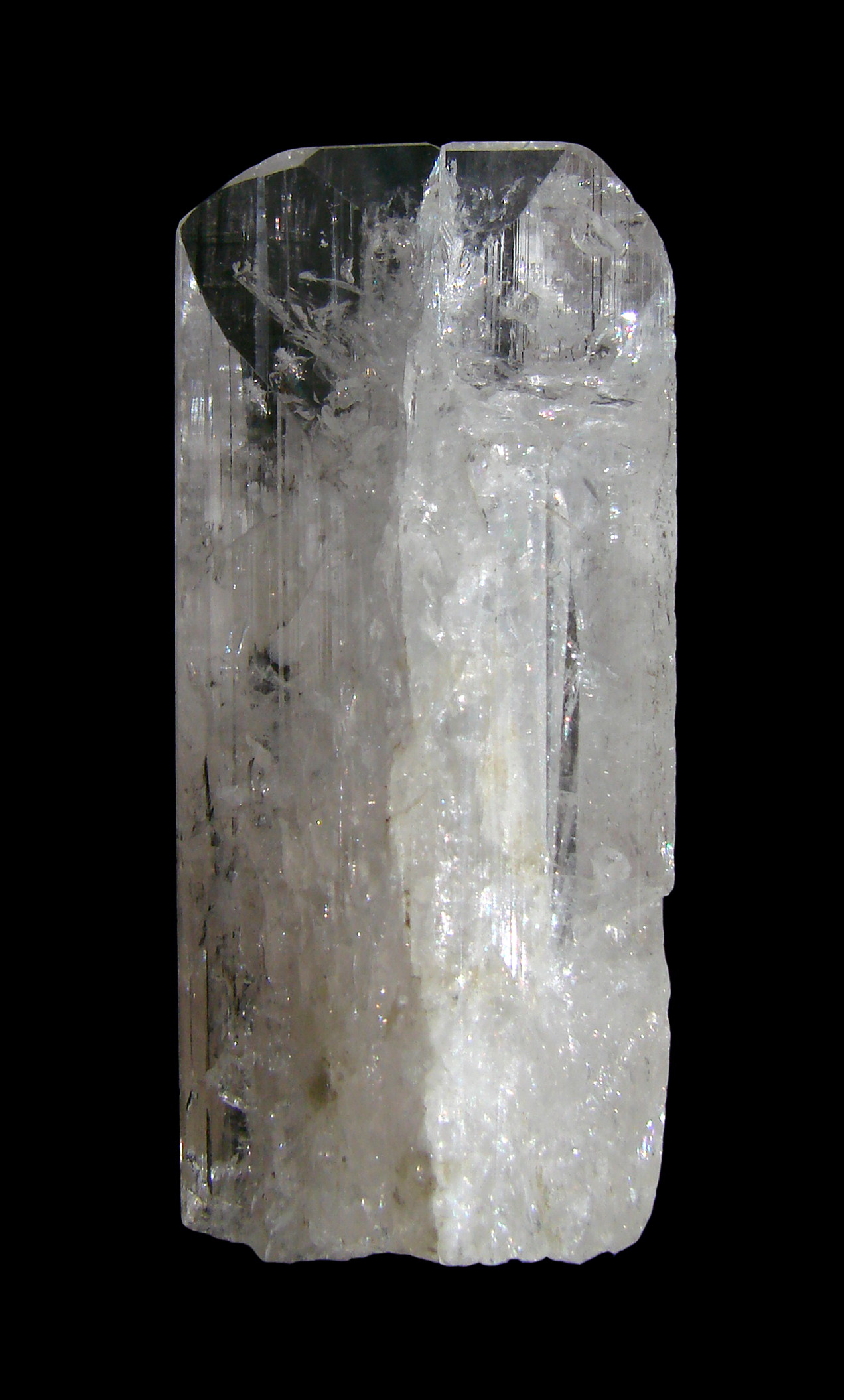
来自墨西哥的赛黄晶, 高度≈4cm